# اچ‌ام‌اس میراندا (۱۸۵۱)
اچ‌ام‌اس میراندا (۱۸۵۱) (به انگلیسی: HMS Miranda (1851)) یک کشتی بود که طول آن ۱۹۶ فوت ۰٫۵ اینچ (۵۹٫۷۵۴ متر) بود. این کشتی در سال ۱۸۵۱ ساخته شد.